# 54820 Svenders
54820 Svenders è un asteroide della fascia principale. Scoperto nel 2001, presenta un'orbita caratterizzata da un semiasse maggiore pari a 2,6742954 UA e da un'eccentricità di 0,2235940, inclinata di 10,06509° rispetto all'eclittica.